# Lichtwachterswoning van Kraggenburg
De Lichtwachterswoning van Kraggenburg is een woning voorzien van een lichthuis dat dienstdeed als lichtbaken van het voormalige schiereiland Kraggenburg aan de monding van het Zwolse Diep in de Zuiderzee.
De stenen woning ligt centraal op een terp. De woning heeft 34 centimeter dikke muren op een vierkant grondvlak van 8,5 meter. Het dak van de woning is voorzien van zinkplaten. Op het dak bevindt zich een mistbel en een ronde ijzeren toren met lichtbaken. Binnen de woning bevindt zich een peilput.

## Geschiedenis
Op het eiland bevond zich in eerste instantie een houten woning met rieten dak. Na een storm in 1877 besloot de Nederlandse Staat de woning te vervangen voor een stenen bouwwerk ontworpen door waterbouwkundig ingenieur Rudolph Peter Johann Tutein Nolthenius. De terp waarop de woning kwam te staan werd uitgebreid, verstevigd en verhoogd.
In 1878 werd de woning in gebruik genomen. Bij oplevering had de woning een houten achthoekig lichthuis voorzien van een petroleumlamp. Om aan drinkwater te komen was de woning voorzien van een ondergrondse regenopvang.  De woning had een peilkamer waarin zich de peilput bevond dat ondergronds via een 25 meter lange buis als communicerende vaten verbonden was met het water van de haven. In de peilkamer stond een mareograaf (een zelfregistrerende getijmeter) opgesteld waarmee van binnenuit de waterstand via een drijver geregistreerd werd op een trommel.
In 1894 werd een houten schuurtje vervangen voor een stenen gebouwtje dat een lichthuisje op het dak kreeg. In 1919 werd de toren vervangen voor een ijzeren lichthuis op een vierkante omloop. Als verlichting werd een op een uurwerk werkende gasgloeilicht geïnstalleerd op een zuil voorzien van een fresneloptiek van de Duitse firma Julius Pintsch. Door de tijdsklok was dagelijkse bediening niet meer noodzakelijk en in 1920 werd de lichtwachter met zijn gezin overgeplaatst en kwam de woning leeg te staan. Bij de omdijking van de Noordoostpolder in 1940 werd het licht gedoofd en de optiek en mistbel verwijderd om te worden hergebruikt in Urk.
Na de inpoldering werd de woning verhuurd maar had te maken met achterstallig onderhoud. De vereniging Vrienden van het Museum Schokland zijn zich in gaan zetten voor het behoud van de woning. In 1968 kwam het complex Kraggenburg hierdoor op de rijksmonumentenlijst. In 1971 werd de woning door Domeinen verkocht aan een particulier. Na zijn overlijden in 1998 werd de woning verkocht aan een andere particulier. Deze heeft de woning in 2001-2002 volledig gerestaureerd. Ook is de woning weer voorzien van de oorspronkelijke mistbel, die zich daarvoor bij het Zuiderzeemuseum en Museum Schokland bevond. In 2016 is het lichthuis opnieuw voorzien van een lamp door medewerkers van Rijkswaterstaat aangedragen. Het betreft een dubbellenslantaarn van messing op een pedestal.